# Nintendo DSi
Nintendo DSi (jap. ニンテンドーDSi Nintendō Dīesuai) – trzecia (po Nintendo DS i Nintendo DS Lite) wersja konsoli Nintendo DS. Po raz pierwszy została zaprezentowana 2 października 2008 roku podczas Konferencji Nintendo w Tokio. Większy model o nazwie Nintendo DSi XL zadebiutował na przełomie 2009 i 2010 roku.
Do 20 maja 2014 konsola wspierała Nintendo Wi-Fi Connection.

## Zmiany w stosunku do poprzednika

Logo konsoli

Nintendo DSi jest o 12% cieńszy niż Nintendo DS Lite, przy zachowaniu tej samej wagi. Konsola ma wbudowane 2 aparaty fotograficzne o rozdzielczości 0,3 megapiksela. Jeden umieszczony jest na zewnętrznej obudowie, a drugi na zawiasie (widoczny po otwarciu konsoli). Posiada też większe ekrany (3,25 cala, o 0,25 cala większe niż u poprzednika), szybsze procesory, więcej pamięci RAM oraz lepsze głośniki. Suwak zasilania obecny w DS Lite został zastąpiony przyciskiem. Z powodu większego stopnia zużycia energii żywotność baterii jest krótsza niż w przypadku DS Lite.
Dodano wejście na karty SD służące do zapisu wykonanych zdjęć, pobranego oprogramowania, a także odtwarzania plików muzycznych (tylko w formacie AAC). Wejście SLOT-2 (na kartridże Game Boy Advance) zostało usunięte, przez co DSi nie jest wstecznie kompatybilny z Game Boy Advance. Nie można także używać akcesoriów korzystających z wejścia Game Boy Advance.
Nintendo DSi ma 256 megabajtów wewnętrznej pamięci Flash. Interfejs użytkownika konsoli zorganizowano na wzór spotykanego w konsoli Wii, gdzie menu wyświetlane jest w postaci kanałów. Dostępne są kanały:
- DSi Camera – tryb zdjęć,
- DSi Sound – tryb muzyki,
- DSi Shop – pobieranie oprogramowania (zobacz Bezpośrednie pobieranie oprogramowania);

Po pobraniu z DSi Shop dodatkowo dostępne stają się również kanały:
- DSi Browser – przeglądarka internetowa firmy Opera Software,
- Flipnote Studio – tryb notatek w postaci animacji z funkcją dodawania ścieżki dźwiękowej.

## Specyfikacja
- Procesory: ARM9 oraz ARM7. Procesor ARM9 o częstotliwości 133 MHz, procesor ARM7 o taktowaniu 33 MHz.
- Pamięć RAM: 16 MB (czterokrotnie więcej niż u poprzedników).
- Pamięć ROM: 256 MB wewnętrznej pamięci Flash z możliwością rozszerzenia za pomocą karty SD (do 2 GB) lub SDHC (do 32 GB).
- Połączenie: Wi-Fi 802.11b/g z obsługą połączeń szyfrowanych.

## Programatory
Programator Acekard 2i dostępny w sprzedaży od 2 grudnia 2008 jest pierwszym programatorem pozwalającym na uruchamianie oprogramowania typu homebrew na konsoli Nintendo DSi.

## Nintendo DSi XL

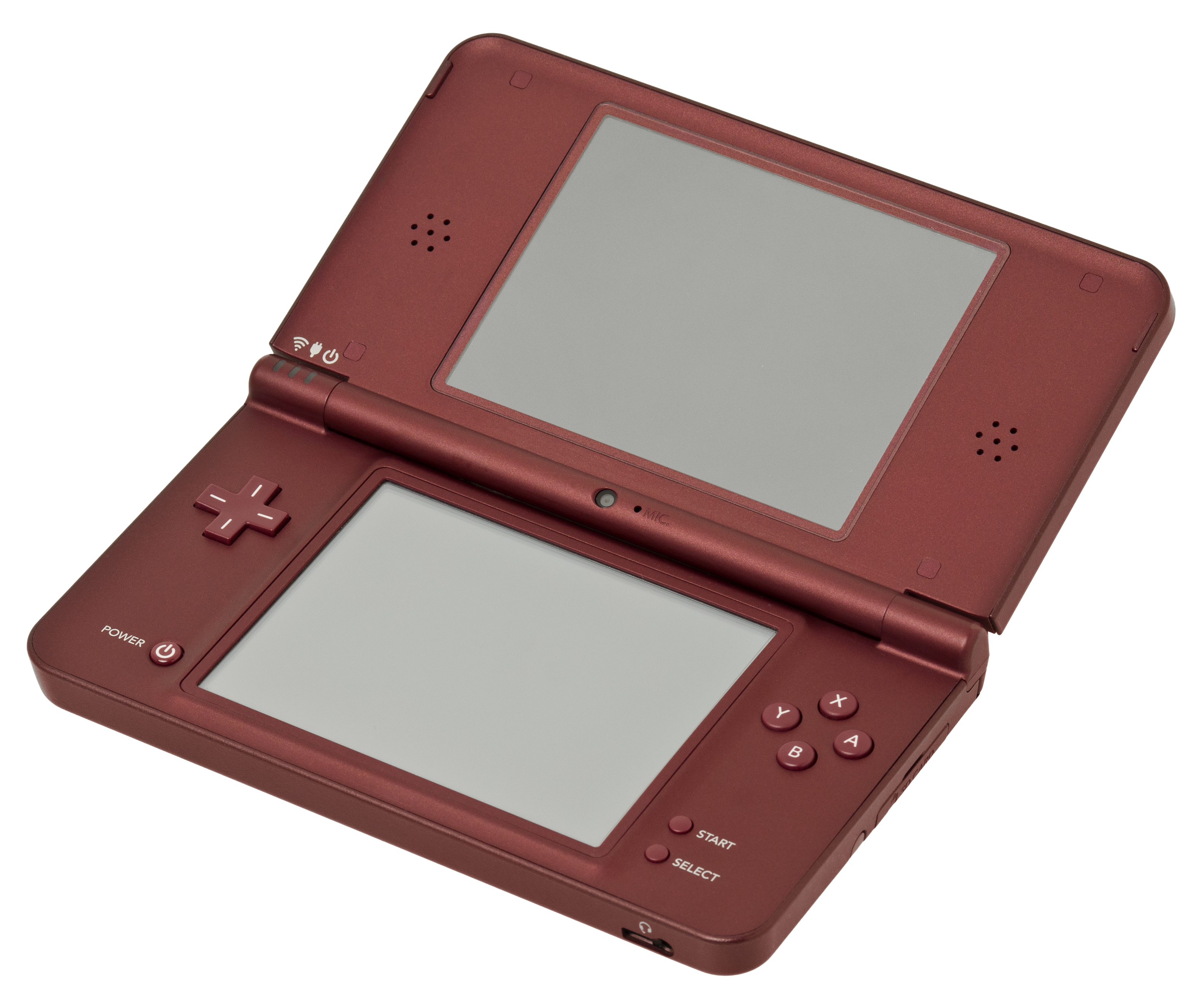
Nintendo DSi XL

Nintendo DSi XL, znany w Japonii jako Nintendo DSi LL (jap. ニンテンドーDSi LL Nintendō Dīesuai Eru-Eru) został zapowiedziany 29 października 2009 i wydany 21 listopada w Japonii. Nintendo DSi XL posiada większe wymiary ekranów i samej konsoli niż oryginalne DSi.

## Premiery
| Region                | Data             |
| --------------------- | ---------------- |
| Japonia               | 1 listopada 2008 |
| USA, Ameryka Północna | 5 kwietnia 2009  |
| Europa                | 3 kwietnia 2009  |
| Australia             | 2 kwietnia 2009  |
| Chiny                 | 2009/2010        |